# Goryphus interceptus
Goryphus interceptus là một loài tò vò trong họ Ichneumonidae.